# Горлиця (безпілотний авіаційний комплекс)
АН-БК-1 «Горлиця» — розроблюваний багатофункціональний безпілотний авіаційний комплекс, призначений для ведення повітряної розвідки вдень та вночі; ураження цілей бортовим озброєнням. Розробляється ДП «Антонов» у кооперації з провідними підприємствами України.
Перший тактичний безпілотний комплекс розробки та виробництва України, який може нести засоби враження (так званий ударний безпілотний літальний апарат).
29 серпня 2016 року була представлена аеродинамічно подібна літаюча модель БпЛА комплексу. Перший політ літальний апарат здійснив 8 листопада 2017 року з аеродрому «Антонов» у місті Гостомель.

## Опис
БпЛА створюється для оснащення перспективного мобільного тактичного безпілотного авіаційного комплексу (ТБпАК), шифр «Горлиця», для потреб Сухопутних військ Збройних сил України. Він складатиметься з чотирьох таких БпЛА, наземної станції керування та засобів забезпечення старту та посадки літальних апаратів, їх транспортування та ремонту.
Призначений для ведення розвідки вдень та вночі за будь-яких погодних умов та передачі отриманої інформації на командний пункт для забезпечення ефективного застосування механізованих (танкових) бригад, дивізіонів ракетних військ та артилерії, а також ескадрилій армійської авіації Сухопутних військ. Він здатен безперервно триматися у польоті 7 годин, працювати на висоті 5 тисяч метрів, радіус дії — 120 км, дальність польоту — 1050 км. Літальний апарат здатен сягати швидкості 250 км/год.
За технічними характеристиками «Горлиця» здатна виконувати різні функції, зокрема вести розвідку, забезпечувати координацію вогню, а також вогневе враження супротивника ракетами «повітря-земля». «Горлиця» стане першим вітчизняним безпілотним літальним апаратом, здатним за своєю вантажопідйомністю нести ударне навантаження.
«Горлиця» здатна вести оптико-електронну повітряну розвідку видимого та інфрачервоного діапазону. Вона автоматично розпізнає, захоплює та супроводжує рухомі цілі та наводить керовані високоточні боєприпаси. За допомоги БпЛА можна організувати оперативний зв'язок та підтримувати бойові підрозділи, що виконують завдання в тактичній глибині противника.
БпЛА є частиною перспективного мобільного тактичного безпілотного авіаційного комплексу. Він складатиметься з чотирьох таких безпілотників, наземної станції керування та засобів забезпечення старту та посадки літальних апаратів, їх транспортування та ремонту.
Створення ТБпАК та забезпечення функціонування його складових проводиться на основі набутого досвіду ДП «АНТОНОВ» в розробці авіаційної техніки та інтеграції обладнання на борту літака. Підставою для початку програми стало спільне рішення Міністерства оборони України та ДК «УкрОборонПром» про відкриття дослідно−конструкторських робіт (ДКР), а також затверджене МО тактико−технічне завдання на ДКР.
Станом на листопад 2017 року розроблено та побудовано літаючу аеродинамічно подібну модель БпЛА. Перед початком льотних випробувань вона пройшла лабораторні перевірки на міцність. Механічна модель була випробувана в аеродинамічній трубі з метою визначення основних аеродинамічних характеристик БпЛА. Розпочинаються заводські випробування для підтвердження льотних якостей перспективного БпЛА. Ці етапи були здійснені коштом ДП «АНТОНОВ».
8 листопада 2017 року на льотно−випробувальній базі ДП «АНТОНОВ», що входить до складу ДК «УкрОборонПром», перший випробувальний політ виконав прототип нового тактичного безпілотного літального апарата (БпЛА).

### «Горлиця-2»
2018 року ДП «АНТОНОВ» почав проєктування за темою «Горлиця-2».
В 2019—2020 роках почалося виробництво оснастки для виготовлення композитного інтегрованого фюзеляжу з метою забезпечення можливості переходу до реалізації ударного варіанту проєкту «Горлиця-2», складання демонстратору БпЛА.
Станом на травень 2021 року державне підприємство «Антонов» у ініціативному порядку працювало над створенням оперативно-тактичний БПЛА «Горлиця-2». За словами директора з програм безпілотних авіаційних комплексів та їхніх модифікацій Миколи Воробйова оперативно-тактичний безпілотник «Горлиця-2» є аналогом ударно-розвідувального Bayraktar TB2.
Заявлені технічні характеристики БпАК «Горлиця-2»:
- Злітна маса, кг 250—300
- Корисне навантаження, кг 65
- Тактичний радіус дії, км 150
- Тривалість ведення повітряної розвідки, год не менше ніж 8
- Робоча висота ведення розвідки, м 1800—2400/
- Крейсерська швидкість польоту, км/год 150—180

## Тактико-технічні характеристики
Представники «Укроборонпром» позиціонують «Горлицю» як перший тактичний безпілотний комплекс, який, серед іншого, може нести засоби ураження, і розроблений та виготовлений в Україні.
Заявлені характеристики для прототипу А1-СМ:
- Силова установка:
  - Двигун: двигун внутрішнього згоряння
  - Живлення: н/д

- Експлуатаційні показники:
  - Оперативний радіус: 80 км
  - Час польоту: не менше 7 год (нормальні метеоумови)
  - Крейсерська швидкість: 150—180 км/год
  - Максимальна швидкість: 230 км/год
  - Дальність польоту: до 1050 км
  - Практична стеля: 5000 м
  - Робоча висота ведення розвідки: 1800—2400 м
  - Система керування: комбіновано-автономна (за програмою) та радіокоманда по закритих каналах зв'язку
  - Спосіб зльоту: з катапульти або з підготовленої злітно-посадкової смуги
  - Спосіб посадки: по-літаковому

- Бортове обладнання:
  - цифровий фотоапарат;
  - Оптико-електронна система повітряної розвідки;
  - Обладнання для забезпечення оперативного зв'язку.

## Склад
Склад комплексу:
- 4 одиниці БпЛА
- 2 одиниці наземної станції управління на базі автомобіля «КрАЗ»;
- наземні технічні засоби забезпечення;
- обслуга комплексу — 22 особи.